# Your Cheatin’ Heart
"Your Cheatin' Heart" – utwór napisany i nagrany przez muzyka country Hanka Williamsa w 1952 roku, jednak wydany w 1953 roku po jego śmierci. Wymieniany jest często jako jeden z jego najlepszych utworów oraz w całej w muzyce country.
Własne wersje piosenki nagrało bardzo wielu artystów, w tym m.in.: Ray Charles, Van Morrison, Patsy Cline, Elvis Presley i Louis Armstrong. "Your Cheatin' Heart" największym hitem stała się w wykonaniu Joni James; jej wersja uplasowała się na miejscu #2 Billboard Hot 100 w 1953 roku. Sukces komercyjny w Stanach Zjednoczonych oraz w Wielkiej Brytanii ze swoim wykonaniem utworu odniósł Ray Charles w 1962 roku. Amerykański piosenkarz folkowy Don McLean wydał własną wersję piosenki w 1978 roku na albumie Chain Lightning. Jego wykonanie w 1983 roku zdobyło nagrodę Grammy. 
W 1996 roku "Your Cheatin' Heart" wykorzystana została w reklamie napoju gazowanego Pepsi, po raz pierwszy wyświetlonej podczas Super Bowl XXX.
W 2003 roku Country Music Television umieściła piosenkę na miejscu #5 listy 100 największych piosenek w muzyce country. 
W 2004 roku magazyn muzyczny Rolling Stone umieścił "Your Cheatin' Heart" na miejscu #213 listy 500 albumów wszech czasów. W 2010 utwór znalazł się na 216. miejscu tej listy.